# GIAT M621
M621 är en fransk automatkanon i kaliber 20 mm som tillverkas av Nexter (tidigare GIAT). Den används som beväpning på helikoptrar, flygplan, båtar och andra fordon som inte klarar vikten eller rekylen av kraftigare vapen.

## Varianter
- THR 20 – fjärrstyrt kanontorn för helikoptrar.
- NC 621 – kanonkapsel med 250 granater.
- SH 20 – variant för dörrmontering i helikoptrar.
- CP 20 – kanon med piedestallavett för båtar och fordon.